# Hankiss Elemér
Hankiss Elemér (Debrecen, 1928. május 4. – Budapest, 2015. január 10.) Széchenyi-díjas magyar szociológus, filozófus, értékkutató, irodalomtörténész.

## Fiatalkora
Édesapja, Hankiss János irodalomtörténész, egyetemi tanár, a Debreceni Egyetem professzora volt. Középiskolai tanulmányait 1938 és 1946 között a Debreceni M. Kir. Középiskolai Tanárképzőintézet Gyakorló Gimnáziumában végezte, ahol tagja volt az iskola cserkészcsapatának (631. Tisza István). 1942-ben őrsvezetői képesítést szerzett a húsvéti szünidőben tartott kerületi vezetőképző-táborban. Már érettségi után, 1947-ben, Vízvári László piarista tanár és a debreceni piarista cserkészcsapat (171. Erdősi Imre) tagjaival együtt vett részt a franciaországi Moissonban rendezett Világdzsemborin, ahol francia nyelvű bábelőadásban mutatták be Petőfi Sándor János vitézét. A produkciónak ő volt a „nyelvi trénere”, sőt a boszorkány szerepét is játszotta.
Egyetemi tanulmányait 1946-ban kezdte meg a Pázmány Péter Tudományegyetemen. Végül francia–angol szakon végzett az ELTE Bölcsészettudományi Karon, és ott szerezte meg doktori fokozatát.
1963-tól 1965-ig az Európa Könyvkiadó angolszász csoportjának főszerkesztője, 1965-től 1975-ig a Magyar Tudományos Akadémia Irodalomtudományi Intézetének főmunkatársa volt, majd az MTA Szociológiai Kutatóintézetének értékszociológiai és módszertani osztályát vezette, 1996 és 1998 között pedig igazgatta. Az ELTE-n, a Szegedi Tudományegyetemen, a Közép-európai Egyetemen, valamint külföldi egyetemeken is oktatott.

## Közéleti tevékenysége
Az 1956-os forradalom után hét hónapot töltött vizsgálati fogságban, ám bizonyítékok hiányában szabadon engedték. Kemény Istvánnal ült egy cellában.
A rendszerváltás utáni első kormányfő, Antall József kinevezte a Magyar Televízió elnökének. Néhány hónappal később a kormányzó MDF-en belüli keményvonalasok nyomására a miniszterelnök kezdeményezte a leváltását. Hankiss körül ekkor szimpátiamozgalom alakult, melynek hangadói leginkább SZDSZ-es kötődésű értelmiségiek és újságírók voltak. Ugyanakkor számos tiltakozó megmozdulás volt Hankiss és a leváltását alá nem író Göncz Árpád köztársasági elnök ellen is; egy MDF-es képviselő éhségsztrájkba kezdett, a Magyarok Világszövetségéhez kötődő Szabad Magyar Tájékoztatásért Bizottság pedig tüntetést szervezett Hankiss és kollégái lemondását követelve. Hankiss végül hosszas közéleti csatározások – az ún. médiaháború – közepette lemondott posztjáról.
A későbbiekben több tudományos ismeretterjesztő jellegű műsort készített és vezetett a televízióban.
Az 1990-es években útjára indította a Találjuk ki Magyarországot! mozgalmat, majd egy évtizeddel később a Találjuk ki Közép-Európát! weblapot.
1996-ban Miszlivetz Ferenccel együtt kezdeményezte az azóta is minden nyáron megrendezett Savaria Nemzetközi Nyári Egyetemet, amelynek minden évben előadója volt. A nyári egyetem az európai civilizáció és integráció kérdéseivel foglalkozik.

## Tudományos pályája
Hankiss Elemér az 1970-es évek végén, 1980-as évek közepén tűnt fel népszerű szociológiai műveivel (Diagnózisok, Társadalmi csapdák), melyekben a késő Kádár-korszak magyar társadalmának értékválságos mindennapi kultúráját állította szembe a magas kultúra kirakatával. A továbbiakban is az értékszociológia köré csoportosul munkássága. Gyakorlatilag a magyar értékkutatási iskola megalapítója. Közeli munkatársai közé tartozott Füstös László, Miszlivetz Ferenc és Manchin Róbert.
1996–1998 között a Magyar Tudományos Akadémia Szociológiai Intézetének igazgatója volt. Számos külföldi egyetemen volt vendégprofesszor, többek között a Stanford Egyetemen, a Firenzei Európa Egyetemen, a bruggei Európa Egyetemen, illetve a Közép-európai Egyetemen. Később érdeklődése a globális civilizációs kérdések felé mozdult el, de továbbra is folyamatosan kommentálta a hazai társadalomfejlődés problémáit.

## Díjai, kitüntetései
- 1981 – Alföld-díj
- 1994 – A Magyar Köztársasági Érdemrend középkeresztje
- 2006 – Széchenyi-díj
- 2006 – Budapest díszpolgára
- 2007 – Prima Primissima díj
- 2008 – Hazám-díj
- 2012 – Bibó István-díj

## Publikációi

### Magyarul
- Hankiss Elemér–Berczeli A. Károlyné: A Magyarországon megjelent színházi zsebkönyvek bibliográfiája. XVIII–XIX. század, OSZK, Budapest, 1961
- Hankiss Elemér–Makkai László: Anglia az újkor küszöbén, Gondolat, Budapest, 1965 (Európa nagy korszakai. Angol reneszánsz és polgári forradalom)
- A régi Anglia hétköznapjai. Válogatás a "The Spectator" c. egykorú folyóirat anyagából, vál., bev., jegyz. Hankiss Elemér, ford. Mezei Iván, Gondolat, Budapest, 1968 (Európai antológia. Angol reneszánsz és polgári forradalom)
- A népdaltól az abszurd drámáig. Tanulmányok, Magvető, Budapest, 1969 (Elvek és utak)
- Az irodalmi kifejezésformák lélektana, Akadémiai, Budapest, 1970 (Modern filológiai füzetek)
- A novellaelemzés új módszerei. A Szegedi Novellaelemző Konferencia anyaga. 1970. ápr. 9-11., szerk. Hankiss Elemér, Akadémiai, Budapest, 1971
- Formateremtő elvek a költői alkotásban. Babits: Ősz és tavasz között, Kassák: A ló meghal a madarak kirepülnek. Vitaülés. 1968. november 14–15. Előadások és hozzászólások, szerk. Hankiss Elemér, MTA, Stilisztikai és Verstani Munkabizottság, Budapest, 1971 (MTA Stilisztikai és Verstani Munkabizottságának kiadványai)
- Strukturalizmus, 1-2., vál., bev. Hankiss Elemér, közrem. Bojtár Endre, Gránicz István, Európa, Budapest, 1971
- Értékszociológiai kísérlet. Az ipari dolgozók néhány rétegének értékrendjéről, NPI, Budapest, 1976
- Érték és társadalom. Tanulmányok az értékszociológia köréből, Magvető, Budapest, 1977 (Elvek és utak)
- Életminőség modellek. Szempontok a társadalmi tervezés információs bázisának kiépítéséhez. A magyar életminőségkutatás műhelyéből, 9., TK, Budapest, 1978
- Társadalmi csapdák, Magvető, Budapest, 1979 (Gyorsuló idő)
- Hankiss Elemér–Manchin Róbert–Füstös László: Országos életminőség vizsgálat. Munkaközi jelentés, Magyar Tudományos Akadémia–Népművelési Intézet, Budapest, 1978
- Diagnózisok, Magvető, Budapest, 1982 (Gyorsuló idő)
- Társadalmi csapdák / Diagnózisok, Magvető, Budapest, 1983 (Gyorsuló idő)
- Az irodalmi mű mint komplex modell. Tanulmány, Magvető, Budapest, 1985 (Elvek és utak)
- Társadalmi csapdák / Diagnózisok, Magvető, Budapest, 1985 (Gyorsuló idő)
- Diagnózisok 2., Magvető, Budapest, 1986 (Gyorsuló idő)
- Kelet-európai alternatívák, Közgazdasági és Jogi, Budapest, 1989 (Fehéren feketén)
- Hamlet színeváltozásai. Hamlet-értelmezések a XVIII. századtól napjainkig, Savaria University Press, Szombathely, 1995 (Isis-könyvek. Eszmetörténeti könyvtár)
- Hankiss Elemér–Matkó István: A tulajdon kötelez. Az új tőkésosztály társadalmi szerepéről. A Tárki tanulmányával, Figyelő, Budapest, 1997
- Az emberi kaland. Egy civilizáció-elmélet vázlata, Helikon, Budapest, 1997 (Helikon universitas. Filmművészet)
- És mi lesz, ha nem lesz? Tanulmányok az államról a 20. század végén, szerk. Gombár Csaba, Hankiss Elemér, Lengyel László, Helikon–Korridor, Budapest, 1997 (Korridor kötetek)
- Proletár reneszánsz. Tanulmányok az európai civilizációról és a magyar társadalomról, Helikon, Budapest, 1999 (Helikon universitas. Eszmetörténet)
- Két tanulmány a magyar társadalom viselkedéskultúrájáról, ISES Alapítvány, Budapest–Kőszeg–Szombathely, 2000 (ISES műhelytanulmányok sorozat)
- Beszélgetések életről és halálról, beszélgetőtársak Blanckenstein Miklós et al., sajtó alá rend. Szendi Edit, Helikon, Budapest, 2000
- Fordulópont? 2001. szeptember 11., Savaria University Press, Szombathely, 2001
- Az ember és az antilop. Beszélgetések a szabadságról, a szépségről és sok minden másról, többekkel, Helikon, Budapest, 2001
- Új diagnózisok, Osiris, Budapest, 2002
- A Tízparancsolat ma, beszélgetőtársak Bárándy György et al., sajtó alá rend. Szendi Edit, szerk. Rét Viktória, Helikon, Budapest, 2002
- Társadalmi csapdák és diagnózisok. Tanulmányok a hetvenes évekből, Osiris, Budapest, 2004 (Hankiss Elemér összegyűjtött munkái)
- Az ezerarcú én. Emberlét a fogyasztói civilizációban, Osiris, Budapest, 2005 (Hankiss Elemér összegyűjtött munkái)
- Félelmek és szimbólumok. Egy civilizációelmélet vázlata, jav., bőv. kiad., Osiris, Budapest, 2006 (Hankiss Elemér összegyűjtött munkái)
- Magyarország – le is út, fel is út. Mi lenne, ha máról holnapra eltűnne?, szerk. Hankiss Elemér, Heltai Péter, Médiavilág Kft., Budapest, 2008
- Ikarosz bukása. Lét és sors az európai civilizációban. Az emberi kaland 3. kötete, Osiris, Budapest, 2008 (Hankiss Elemér összegyűjtött munkái)
- (Vész)jelzések a kultúráról, szerk. Antalóczy Tímea, Füstös László, Hankiss Elemér, MTA PTI, Budapest, 2009
- Münchhausen báró kerestetik. Mit kezdjünk a nagy magyar válsággal?, szerk. Hankiss Elemér, Heltai Péter, Médiavilág Kft., Budapest, 2009
- Csapdák és egerek. Magyarország 2009-ben – és tovább, Manager–Médiavilág, Budapest, 2009 (Hankiss Elemér összegyűjtött munkái)
- Te rongyos élet... Életcélok és életstratégiák a mai Magyarországon, szerk. Hankiss Elemér, Heltai Péter, Médiavilág, Budapest, 2010 (Új reformkor sorozat)
- Egy ország arcai. Válogatott szociológiai írások, 1977–2012, L'Harmattan–Könyvpont, Budapest, 2012 (Ars sociologica)
- A Nincsből a Van felé. Gondolatok az élet értelméről, Osiris, Budapest, 2012 (Hankiss Elemér összegyűjtött munkái)
- A befejezetlen ember. Gondolatok a világról, az emberről, a szabadságról, Helikon, Budapest, 2014, ISBN 9789632275949
- Az emberi kaland. Egy civilizáció-elmélet vázlata, 5. bőv. kiad., Helikon, Budapest, 2014
- Utak és démonok. Hankiss Elemér kérdez. Szilágyi Ákos, Romsics Ignác, Lengyel László, Kende Péter, Csányi Vilmos, Gombár Csaba, Várhegyi Éva, Standeisky Éva, Nova Eszter, Hankiss Elemér válaszol, szerk. Standeisky Éva, Kossuth, Budapest, 2016
- Kvantummechanika és az élet értelme, IASK, Kőszeg, 2017 (IASK working papers)

### Más nyelveken
- Hankiss Elemér–Füstös László–Manchin Róbert: The role of values and value deficiencies in Primary Health Care Recording Systems, Művelődéskutató Intézet, Budapest, 1980
- Interactions between socio-economic factors, ways of life, and value orientations, többekkel, HAS, Budapest, 1983 (Working papers. Center for Value Sociology)
- Pulapki spoleczne (Társadalmi csapdák), lengyelre ford. Tomasz Kulisiewicz, Wiedza Powszechna, Warszawa, 1986 (Omega. Biblioteka wiedzy wspólczesnej, 396.)
- Hongrie – diagnostiques. Essai en pathologie sociale, franciára ford. Ana Köböl, Georg, Genève, 1991
- Hongrie: Diagnostiques. Essai en pathologie sociale. Genève: Georg Editeur (1990)
- East European alternatives, Clarendon, Oxford, 1990
- Hongrie – diagnostiques. Essai en pathologie sociale, franciára ford. Köböl Anna, Georg, Genève, 1991
- The Human Adventure. An Essay in the Theory of Culture. Budapest: Helikon (1997)
- The Appeal of Sovereignty. Hungary, Austria and Russia.
- Gombár Csaba, Hankiss Elemér, Lengyel László, Várnai Györgyi, Eds. Highland Lakes, N.J.: Atlantic Research and Publications (1998) (Distributed by Columbia University Press)
- Proletarian Renaissance. Essays in European Civilization. Budapest: Helikon (1999)
- Abenteuer Menschheit (Az emberi kaland), németre ford. Zalán Péter, Helikon, Budapest, 1999
- Europe After 1989: A Culture in Crisis? (Ed.). Washington: Georgetown University (1999)
- Civilization? (With Csaba Gombár, László Lengyel and Ákos Szilágyi) Budapest: Helikon (2000)
- Fears and symbols. An introduction to the study of Western civilization (Az emberi kaland), Budapest–New York, CEU Press, 2001
- New Diagnoses. Budapest: Osiris (2002)
- In an Alien World? An Autobiography. Budapest: Helikon (2002)
- Elemer Hankis v razgovori za zsivota i szmertta (Beszélgetések életről és halálról), bolgárra ford. Puskás Ildikó, Gutenberg, Sofia, 2004
- The toothpaste of immortality. Self-construction in the consumer age (Az ezerarcú én), Woodrow Wilson Center Press–Johns Hopkins University Press, Washington–Baltimore, 2006